# Conway B. Leovy
Conway Leovy (16 de juliol de 1933 – 9 de juliol de 2011) va ser professor emèrit de Ciències atmosfèriques i geofísica a la Universitat de Washington, autor de RAND, ex-administrador de la University Corporation for Atmospheric Research, Membre l'American Meteorological Society, i activista polític estatunidenc. Va ser guardonat amb la Medalla d'Assoliment Científic Excepcional de la NASA i va ser coreceptor del Premi Newcomb Cleveland de l'Associació americana per l'avanç de la ciència. L'any 2000 va guanyar el Premi Gerard P. Kuiper, concedit anualment per la Divisió de Ciències Planetàries de l'American Astronomical Society per un notable assoliment de la seva vida en el camp de la ciència planetària.